# Going am Wilden Kaiser
Going am Wilden Kaiser (ou abreviadamente Going) é uma pequena povoação austríaca, situada no distrito de Kitzbühel, no Tirol.
Situa-se a oeste de Sankt Johann, com os montes de Kitzbüheler Alpen a sul e os montes de Wilder Kaiser a norte.

## História
A povoação foi referida pela primeira vez num documento histórico em 1156, com o nome de Gouwingen.
A igreja local data de 1755 e constitui um das mais belas igrejas em estilo rococó do Tirol. À esquerda do altar, é possível encontrar uma estátua da virgem Maria datando de cerca de 1500.
Hoje, o turismo, tanto de Verão como de Inverno, representa a actividade principal.

## Localidades vizinhas
Ellmau, Kirchdorf in Tirol, Oberndorf in Tirol, Reith bei Kitzbühel, St. Johann in Tirol